# Муму
Муму (хајваски: muʻumuʻu) је широка хаљина хавајског порекла која виси са рамена. Као и алоха кошуље, мумуи који се извозе су шарени са цветним шарама и уобичајеним полинежанским мотивима. Мумуи које носе становници Хаваја загаситијих су боја. Мумуи се не носе колико и алоха кошуље, али могу их носити спремачице хотела као униформу. Мумуи су такође популарни као трудничка одећа, јер не ограничавају струк.

## Етимологија и историја
Реч муму значи одсечен или ампутиран. Првобитно је муму био краћа, неформална верзија формалнијег холокуа. Холоку је првобитно име за хаљину мајке Хабард, коју су први носили протестантски мисионари на Хавајима 1820их и 1830их година. Холоку је имао дуге рукаве и хаљину која је падала на под. Током година, холоку се прилагодио европској и америчкој моди. Како је холоку постајао све префињенији, краћа верзија, муму, постала је популарна као неформална одећа.

## У популарној култури
- У епизоди "King-Size Homer" серије Симпсонови, Хомер Симпсон носи муму пошто постаје гојазан.
- Џон Фишман, бубњар џем-рок групе Фиш, често носи муму док свира, јер осећа да му помаже да се креће слободно.
- , ванземаљац из Лило и Стича, често носи муму.